# 오모리 (비디오 게임)
오모리(OMORI)는 인디 스튜디오 오모캣이 개발한 2020년 롤플레잉 비디오 게임이다. 오모리 웹만화 시리즈에 기반을 둔 이 게임은 2020년 12월 출시되었다. 주로 불안, 우울증 등의 개념을 특징으로 하는 이 게임은 심리적 공포 요소들을 갖추고 있다. 이야기 속에서 플레이어는 히키코모리 소년 써니(Sunny)와 그의 꿈 세계 또 다른 자아 오모리를 통제한다. 실제 세상과 초현실 꿈세계를 탐험하며 공포와 비밀을 극복해나간다. 소통하는 방식은 플레이어가 선택한 바에 따라 달라지며 이를 통해 여러 엔딩 중 하나에 도달하게 된다. 이 게임의 턴 기반  전투 시스템은 캐릭터의 감정에 기반한 전통적이지 않은 상태 효과를 포함한다.

## 평가
| 평가 |        |
| --- | ------ |
| 통합 점수 통합사 점수 메타크리틱 87/100 [ 1 ] 평론 점수 평론사 점수 디스트럭토이드 8.5 [ 2 ] PC 게이머 (US) 80/100 [ 3 ] |        |
| 통합 점수 |        |
| 통합사 | 점수   |
| 메타크리틱 | 87/100 |
| 평론 점수 |        |
| 평론사 | 점수   |
| 디스트럭토이드 | 8.5    |
| PC 게이머 (US) | 80/100 |